# Станислас Сенклер
Станислас Греам Бауер Сенклер (на английски: Stanislas Graham Bower Saint Clair) или Хидает паша е британски офицер и дипломат. Преминава на турска служба и е водач на мюсюлмански бунтове в Средните Родопи през 1878 г.

## Биография
Станислас Сенклер е роден през 1835 г. в градчето Вепряй, близо до Вилкомиир, тогава в Руската империя, днес в Литва. Баща му Александър Сенклер е бивш офицер от колониалната английска армия в Индия и шотландски благородник. Майка му е полякинята Пелагия Косаковски. Негов дядо по майчина линия е граф Йозеф Косаковски. Баба му е Луиза Потоцка. Неговият чичо по майчина линия е адютант на Наполеон I при злополучното му нападение над Москва през 1812 г. През 1855 г. семейството губи имението, според една версия то е продадено, а според други данни е конфискувано от руските власти.
Като потомствен военен, образован и комбинативен постъпва в Британската армия. Отличава се в Кримската война. Повишен е във военно звание капитан (1859). Чиновник в британското консулство в Бургас (1862). След две години заема консулска длъжност в британската служба във Варна. Купува си бейски чифлик в с. Акдере с намерение да се установи в тогавашната Османска империя. Станислас Сенклер се счита за представител на европейската аристокрация, но приема турско име Хидает паша („Праволинейния“ генерал). В съавторство с Чарлз Брофи издава книгата „Пребиваване в България. Бележки по ресурсите и администрацията на Турция“, Лондон, 1869 г. В книгата българите са описани като примитивни и нелицеприятни хора.
При избухването на Руско-турската война (1877 – 1878) формално изоставя британската служба и взема доброволно участие във войната като офицер в турската войска и администрация под командването на Сюлейман паша. Негов адютант е англичанина Джон Пейджет, а помощник-началник е поляка Конрад бей. След осуетеният от европейските дипломати опит за запалят София с отстъплението на турците и разгрома им при Пловдив разпиляната войска се насочва към Цариград и Родопите. Сенклер отстъпва със своя пълководец и през Тополовския проход се озовава в Кърджалийско и Източните Родопи.
В средата на 1878 г. предвожда подклаждани от Османската империя бунтове на помаци от Среднородопския край, имащи за цел да предизвикат ревизиране на Санстефанския мирен договор от 19 февруари 1878 г.
Сенклер умира в Малмеди, Белгия през 1887 г.